# 陪集
数学中，特別是群論中，群{\displaystyle G}的子群{\displaystyle H}能夠將{\displaystyle G}中的元素劃分為若干個互不相交的子集，這些子集稱為{\displaystyle H}的陪集（英語：Coset）。陪集中又有左陪集和右陪集。{\displaystyle H}的陪集（不分左右）的大小與{\displaystyle H}的相等。{\displaystyle H}同時是自身的左陪集和右陪集。左陪集的數量與右陪集的數量相等。子群{\displaystyle H}陪集的個數稱為{\displaystyle H}在{\displaystyle G}中的指數，記為{\displaystyle [G:H]}。
陪集是研究群的基本工具。如在拉格朗日定理中，利用子群的概念證明了有限群{\displaystyle G}中每一個子群的元素個數整除{\displaystyle G}的元素個數。對特定的子群（正規子群），它的陪集可以作為另一個群的元素存在，衍生出商群的概念。

## 定義
若{\displaystyle G}為一個群，{\displaystyle g}为{\displaystyle G}中元素，则
{\displaystyle gH=\{gh|h\in H\}}为{\displaystyle H}在{\displaystyle G}中的左陪集，
{\displaystyle Hg=\{hg|h\in H\}}为{\displaystyle H}在{\displaystyle G}中的右陪集。
左陪集與右陪集不必相等，{\displaystyle H}所有的左右陪集相等當且僅當{\displaystyle H}为正规子群。有時會用這個條件作為子群正规性的定义。
陪集指某个{\displaystyle G}中子群的左或右陪集。因为{\displaystyle Hg=g(g^{-1}Hg)}，{\displaystyle H}的右陪集{\displaystyle Hg}和共轭子群{\displaystyle g^{-1}Hg}的左陪集{\displaystyle g(g^{-1}Hg)}相等。因此不明確說明所使用的子群而讨论一个陪集是左陪集或右陪集是没有意义的。
对于交换群或者將群操作記為加號的群，左右陪集可以分别用{\displaystyle g+H}和{\displaystyle H+g}表示。

## 范例
令{\displaystyle H=\{0,2\}}（同构于{\displaystyle \mathbb {Z} _{2}})為加法循环群 {\displaystyle \mathbb {Z} _{4}=\{0,1,2,3\}=G}的一個子群。{\displaystyle H}在{\displaystyle G}中的左陪集为
{\displaystyle 0+H=\{0,2\}=H}
{\displaystyle 1+H=\{1,3\}}
{\displaystyle 2+H=\{2,0\}=H}
{\displaystyle 3+H=\{3,1\}}
因此{\displaystyle H}有两個不同的陪集：{\displaystyle H}自身和{\displaystyle 1+H=3+H}。注意到{\displaystyle G}的每個元素要麼在{\displaystyle H}中，要麼在{\displaystyle 1+H}中，換言之，{\displaystyle H\cup (1+H)=G}，所以{\displaystyle H}在{\displaystyle G}中的兩個不同的左陪集构成{\displaystyle G}的一个划分。因为{\displaystyle \mathbb {Z} _{4}}是交换群，右陪集和左陪集相同。
另一个陪集的例子来自线性空间。线性空间的向量在向量加法下组成一个阿贝尔群。可以证明原来的线性空间的子空间是这个群的子群。对于给定的线性空间 V，子空间 W 和 V 中的一个固定向量 a，集合
{\displaystyle \{x\in V\colon x=a+n,n\in W\}}
被称为“仿射子空间”。它们都是{\displaystyle W}的陪集。对于欧几里得空间，仿射子空间代表与给定的过原点的直线或平面平行的直线或平面。

## 性质
{\displaystyle gH=H}当且仅当{\displaystyle g}是{\displaystyle H}中的元素。
一个子群 H 的两个左（右）陪集要么相同，要么不交。因此左（右）陪集的集合构成了群 G 的一个划分：群中的每个元素属于且仅属于一个左（右）陪集。特别地，单位元只在一个陪集中，即是 H 自己。因此 H 也是所有左（右）陪集中唯一的子群。这个划分称为 G 对 H 的左（右）陪集分解。 
在群{\displaystyle G}中定義等价关系{\displaystyle \sim _{H}}使得{\displaystyle x\sim _{H}y}（x 與 y 等價）当且仅当{\displaystyle x^{-1}y\in H}，那么 H 在 G 中的左陪集正是所有不同的等价类。类似的结论对右陪集也成立（當等價關係的定義為{\displaystyle x\sim _{H}y\iff xy^{-1}\in H}時）。
一个陪集的代表元是建立在上述等价关系上的概念。陪集中的每个元素都可以作为该陪集的代表元。
{\displaystyle H}的所有左（右）陪集的阶都是一样的。{\displaystyle H}在{\displaystyle G}中的左陪集个数和右陪集个数也是一样的，称为{\displaystyle H}在{\displaystyle G}中的指数。记作 {\displaystyle [G:H]}。由陪集的性质很容易得到拉格朗日定理。該定理说明在{\displaystyle G}为有限群时：
{\displaystyle |G|=[G:H]\cdot |H|}

### 陪集与正规子群
如果子群{\displaystyle H}不是{\displaystyle G}的正规子群，那么它的左陪集和右陪集不相等：{\displaystyle G}中存在元素{\displaystyle a}使得不存在符合{\displaystyle aH=Hb}的元素 {\displaystyle b}。換言之，{\displaystyle H}的左陪集构成的划分（{\displaystyle G}对{\displaystyle H}的左陪集分解）不同于{\displaystyle H}的右陪集构成的划分（{\displaystyle G}对{\displaystyle H}的右陪集分解）。
另一方面，子群{\displaystyle H}为正规子群当且仅当对{\displaystyle G}中所有元素{\displaystyle g}都有{\displaystyle gH=Hg}。此時子群{\displaystyle H}所有的陪集构成一个群，称为{\displaystyle G}对{\displaystyle H}的商群，记作{\displaystyle G/H}。其元素间的运算 {\displaystyle *} 定义为{\displaystyle (aH)*(bH)=abH}。这个定义自洽当且仅当{\displaystyle H}为正规子群。

## 有限指数
无限群G可能有具有有限指数的子群H（例如，整数群中的偶数）。可以证明，这样的子群总是包含一个具有有限指数的（G的）正规子群N。事实上，如果H具有指数n，则N的指数是n!的因子。这一性质可以通过具体的例子来体现：考虑G通过乘法在H的左陪集上的置换作用（或者，在右陪集上的作用也是同样的例子）
{\displaystyle \pi \ :G\times S_{H}\to S_{H}}
{\displaystyle .\ \ \ (\ g\ ,\ aH)\longmapsto gaH}
其中 {\displaystyle S_{H}} 是所有陪集的集合。对 G 中任意的 g， {\displaystyle \pi _{g}\ :aH\mapsto gaH} 都是一个置换。再考虑相应的置换表示：{\displaystyle \Pi \ :g\mapsto \pi _{g}} ，这个置换表示的核给出了G的一个正规子群N，而它的象是G的一个商群：一个在n个元素上的对称群的子群。
n = 2时，上述性质表明指数为2的子群总是一个正规子群，因为 2!=2。

## 参看
- 双陪集
- 堆
- 拉格朗日定理
- 正规子群
- 商群